# Bridgeport (Oregon, Polk megye)
Bridgeport az Amerikai Egyesült Államok északnyugati részén, Oregon állam Polk megyéjében elhelyezkedő önkormányzat nélküli település.